# 江口英雄
江口 英雄（えぐち ひでお、1943年（昭和18年）1月16日 - ）は、日本の政治家、医師。元山梨県上野原市長（3期）。

## 来歴
山梨県甲府市出身。1968年（昭和43年）3月、横浜市立大学医学部卒業。
1988年（昭和63年）10月、上野原町立病院長に就任。2004年（平成16年）4月、大月市立中央病院長に就任。2005年（平成17年）4月、国民健康保険富士吉田市立病院長に就任。2006年（平成18年）3月、山梨大学大学院医学工学総合教育部博士課程修了。
2009年（平成21年）2月22日に行われた上野原市長選挙に出馬し、前副市長の中村照夫との一騎討ちを制し初当選した（江口：11,057票、中村：7,431票）。投票率は83.05％。3月20日、市長就任。
2013年（平成25年）、のちに県議となる市川正末、のちに用地買収をめぐる住民訴訟原告団（後述）の一人となる渡辺敦雄ら3候補を破り再選。
2017年（平成29年）、元市議の村上信行、前述の渡辺ら2候補を破り、3選。投票率は68.63％。
2021年（令和3年）の市長選に自民党の堀内詔子衆議院議員の支援を受けて立候補。長崎幸太郎知事の支援を受けた村上に敗れ落選。前述の渡辺も立候補したが、得票数3位で落選した。

## 用地買収をめぐる住民訴訟
2014年（平成26年）、上野原市は、元市長の奈良明彦とその親族が所有する土地約7,000平方メートルを、不動産鑑定士の鑑定評価書を基に、市立保育所の建設用地として約2億5200万円で買い取る契約を結んだ。これに対し市民らは、土地の評価額を約1億5千万円とし、国の交付金を除いた5千万円余りの損害を市に与えたとして、市を相手取り、江口に5050万円を返還させるように求めた住民訴訟を起こした。2019年（平成31年）4月9日、甲府地裁は、江口へ計5050万円を請求するよう市に命じた。
敗訴した市は控訴。2020年（令和2年）1月23日、東京高裁の白石史子裁判長は「市長に裁量権の逸脱や乱用は認められない」として、一審判決を取り消し、住民側の請求を退けた。同年10月6日付で最高裁は上告棄却を決定した。